# Рафаель Гофер
Рафаель Гофер (нім. Raphael Hofer, нар. 14 лютого 2003, Австрія) — австрійський футболіст, вінгер клубу «Зальцбург».
На правах оренди грає в клубі «Гартберг».

## Ігрова кар'єра

### Клубна
Після трьох років в молодіжній команді клубу «Рід», у 2016 році Гофер приєднався до системи «Ред Булл» із Зальцбурга, де пройшов усі вікові групи. Перед сезоном 2021/22 Гофер був переведений до фарм - клубу «Зальцбурга» — «Ліферінга». В липні 2021 року футболіст зіграв свою першу гру в команді в турнірі Другої Бундесліги Австрії. В квітні 2023 року Гофер підписав з «Зальцбургом» професійний контракт до 2026 року.
Сезон 2023/24 Гофер починав в оренді в клубі «Бундесліги» «Лінц». Але в січні 2024 року орендний договір було розірвано і Гофер повернувся до «Ліферінга».
В січні 2025 року футболіст знову відбув в оренду до клубу «Гартберг», з яким у травні 2025 року брав участь у фіналі Кубка Австрії.

### Збірна
В червні 2023 року Рафаель Гофер дебютував у складі молодіжної збірної Австрії у матчі проти ісландських однолітків.